# Tiếng A Xương
Tiếng A Xương là một ngôn ngữ trong ngữ tộc Tạng-Miến được người A Xương (hay Maingtha) tại Trung Quốc sử dụng.

## Phân bố
Tiếng A Xương được nói ở các vùng sau:
- Lũng Xuyên
  - Hộ Tát
- Lương Hà
  - Già Đảo
  - Tương Tống
  - Đại Hán
- Mang
  - Giang Đông
- Long Lăng

## Tiên Đảo
Phương ngữ Tiên Đảo (仙岛) được nói ở hai địa phương thuộc Doanh Giang, Châu tự trị dân tộc Thái, Cảnh Pha Đức Hoành, tỉnh Vân Nam, Trung Quốc.
- Tiên Đảo Trại (仙岛寨), thôn Mang Miến (芒面村), hương Tả Mạo (姐冒乡)[1]
- Mường Nga Trại (勐俄寨), thôn Mang Miến, hương Tả Mạo[2]